# Ina
För andra betydelser, se Ina (olika betydelser).
Ina är en kortform av kvinnonamn som slutar på -ina, t. ex. Josefina, Vilhelmina, Severina och Sabina. Det äldsta belägget i Sverige är från år 1836.
Den 31 december 2014 fanns det totalt 1 982 kvinnor folkbokförda i Sverige med namnet Ina, varav 1 248 bar det som tilltalsnamn.
Namnsdag: saknas i Sverige (1986–1992: 12 oktober, 1993–2000: 27 oktober). I den finlandssvenska namnsdagslängden har Ina namnsdag 29 augusti sedan 1973.

## Personer med namnet Ina

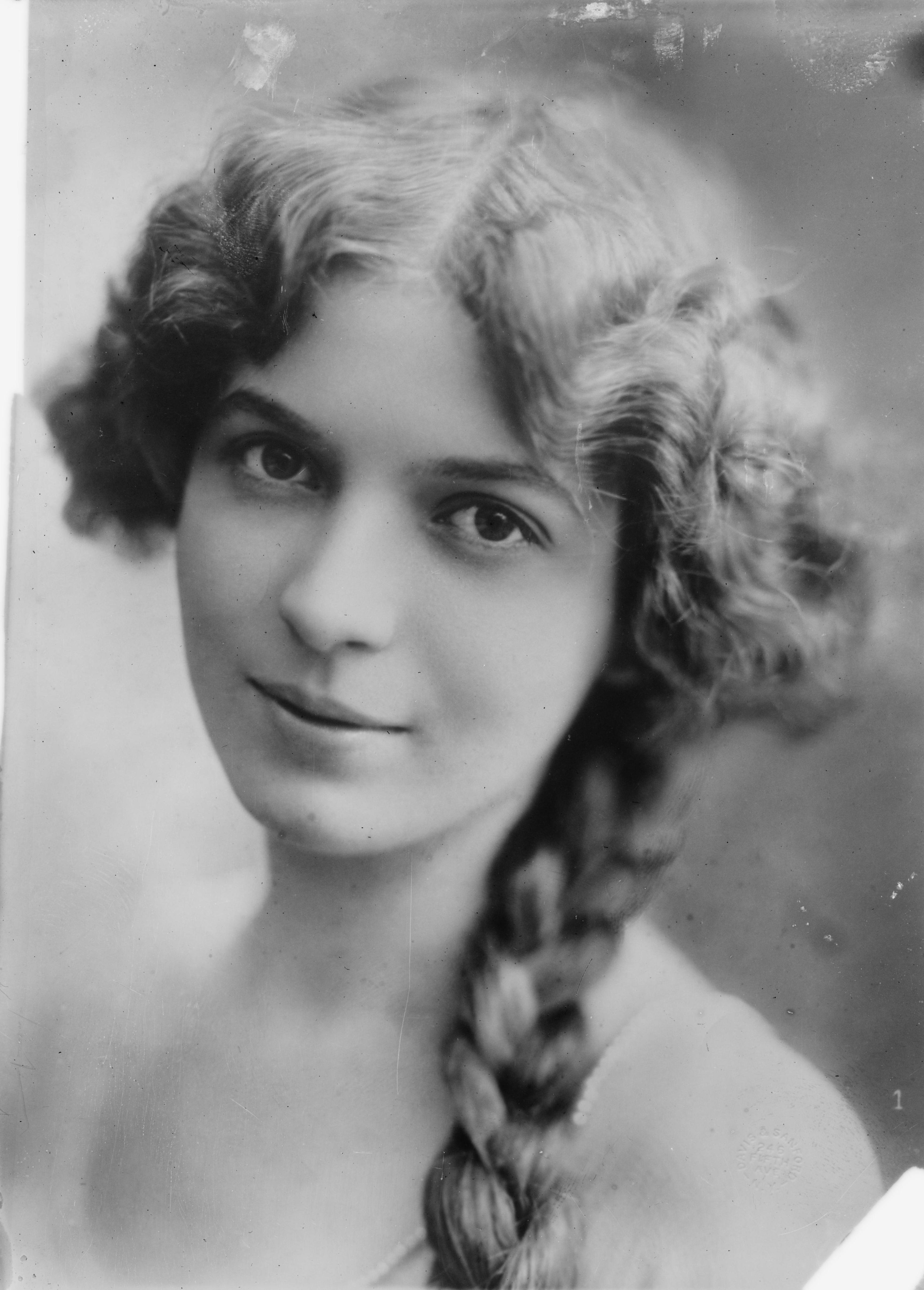
Ina Claire

- Ina Balin, amerikansk skådespelerska
- Ina Bock, svensk skådespelare
- Ina Boudier-Bakker, nederländsk författare
- Ina Bäckström, svensk programledare, spelproducent och e-sportare
- Ina Catani, svensk bågskytt
- Ina Claire, amerikansk skådespelerska
- Ina Colliander, finsk konstnär
- Ina Lange, finlandssvensk pianist och författare
- Ina Lundström, svensk journalist, poddare och komiker
- Ina Rhöös, svensk innebandyspelare
- Ina Wroldsen, norsk låtskrivare